# Tarka óriásrepülőmókus
A tarka óriásrepülőmókus (Petaurista alborufus) az emlősök (Mammalia) osztályának a rágcsálók (Rodentia) rendjébe, ezen belül a mókusfélék (Sciuridae) családjába tartozó faj.

## Előfordulása
A tarka óriásrepülőmókus Kína több tartományában is megtalálható. Ezek a következők: Senhszi, Hunan, Kuanghszi-Csuang Autonóm Terület, Szecsuan, Kanszu, Hupej, Kujcsou és Jünnan. Kínán kívül a tarka óriásrepülőmókus Tajvan szigetén is előfordul (Smith & Xie 2008). Mianmar területén, csak feltételezett a jelenléte. Mivel az elterjedési területe ilyen nagy, és az állat főleg a rezervátumokban él, a Természetvédelmi Világszövetség Nem fenyegetett fajnak minősíti a tarka óriásrepülőmókust.
Az állat 800 - 3500 méteres tengerszint fölötti magasságokat kedveli, de inkább a 2000 - 3000 méteres magasságban található meg. Az élőhelyén e két repülő mókus faj is megtalálható: Hylopetes alboniger és Trogopterus xanthipes.

## Alfajai
- Petaurista alborufus alborufus Milne-Edwards, 1870 - szin: Petaurista alborufus alborusus (Hilzheimer, 1906)
- Petaurista alborufus castaneus Thomas, 1923
- Petaurista alborufus lena Thomas, 1907 - szin: Petaurista alborufus pectoralis (Swinhoe, 1871)
- Petaurista alborufus leucocephalus Hilzheimer, 1905
- Petaurista alborufus ochraspis Thomas, 1923

## Életmódja
A tarka óriásrepülőmókus főleg a fenyveseket és a mészkő sziklákat kedveli. Éjjeli életmódot folytat, nappal a magas fák odvaiban alszik. Tobozmagokkal, diókkal, gyümölcsökkel, levelekkel, rovarokkal és lárvákkal táplálkozik. Valószínűleg a tojást is elfogyasztja.

## Szaporodása
Az állat lassan szaporodik. Egy alomban csak 1 - 2 utód van.